# اچ‌ام‌اس کالیوپه (۱۹۱۴)
اچ‌ام‌اس کالیوپه (۱۹۱۴) (به انگلیسی: HMS Calliope (1914)) یک کشتی بود که طول آن ۴۴۶ فوت (۱۳۶ متر) بود. این کشتی در سال ۱۹۱۴ ساخته شد.